# Plinio De Martiis
Plinio De Martiis (Giulianova, 30 ottobre 1920 – Roma, 2 luglio 2004) è stato un gallerista e fotografo italiano, fondatore a Roma nel 1954 della Galleria La Tartaruga.

## Biografia
Nacque a Gliulianova da Guido e Olga Barnabei; il padre, funzionario dell’amministrazione comunale, appartiene ad una antica famiglia locale, ed è a sua volta figlio di Pasquale De Martiis, imprenditore e sindaco della città.
Trasferitosi giovanissimo a Roma con la famiglia, ben presto entra in contatto con il gruppo del Teatro dell'Arlecchino dove conosce Franca Valeri, Carlo Mazzarella e Vittorio Caprioli. Nel 1946 sposa Anna Maria Pirandello, detta Ninni, figlia di  Fausto e quindi nipote del grande drammaturgo; da lei avrà due figlie. Ben presto, oltre che al cinema e al teatro, si interessa alla fotografia, a cui si dedica mentre gestisce un bar; fu  fotoreporter per conto de L'Unità e de Il Mondo. Nel 1952 costituì la cooperativa Fotografi Associati con Franco Pinna, Caio Mario Garrubba, Nicola Sansone, Pablo Volta che fu sciolta nel 1954 a causa di difficoltà economiche. 
Lo stesso anno fondò la Galleria La Tartaruga che fu un luogo determinante per il rinnovamento artistico postbellico in Italia e in Europa.